# Alasmidonta triangulata
Alasmidonta triangulata е вид мида от семейство Unionidae. Видът е застрашен от изчезване.

## Разпространение
Разпространен е в САЩ (Алабама, Джорджия и Флорида).

## Описание
Популацията на вида е намаляваща.